# Puceron noir de la fève
 (mai 2019).
Si vous disposez d'ouvrages ou d'articles de référence ou si vous connaissez des sites web de qualité traitant du thème abordé ici, merci de compléter l'article en donnant les références utiles à sa vérifiabilité et en les liant à la section « Notes et références ».
Aphis fabae
Espèce
Le puceron noir de la fève (Aphis fabae) est une espèce de petits insectes de l'ordre des hémiptères, de la famille des aphididés, qui parasite de nombreuses plantes cultivées. Ses dégâts sont souvent aggravés par la production de fumagine due au miellat sécrété par les pucerons.

## Description
L'adulte aptère est un petit insecte de 2 à 2,5 mm de couleur noir mat. Cette espèce se distingue des autres pucerons par le tibia arrière renflé des femelles sexuées.

## Biologie
Le cycle biologique se déroule en deux temps : d'abord en automne et hiver sur des plantes hôtes primaires arbustes tels que le fusain d'Europe et le seringat, puis à partir d'avril-mai sur des plantes hôtes secondaire très diverses : fève, haricot, pomme de terre, mais aussi betterave, sarrasin…, sur lesquelles ils forment des colonies compactes de plusieurs milliers d'individus.

## Ennemis naturels
Parmi les nombreux insectes qui sont ses prédateurs, il faut citer des syrphes, des coccinelles et une chrysope (Chrysoperla carnea).

## Traitement biologique contre les pucerons
- Un des traitements les plus écologiques est de pulvériser du savon noir dilué à 5 %. En effet, le savon noir étant alcalin, celui-ci agit comme un excellent répulsif sans pour autant endommager la plante. Il faut bien choisir du savon noir sans colorant, sans parfum et sans ingrédient synthétique ajouté. À exclure tous les savons noirs qui sont composés d'ingrédients synthétiques pour des raisons de couts.
- Un autre traitement tout aussi efficace peut être réalisé avec une plante du jardin : une infusion de 8 feuilles de consoude hachées dans de l'eau (de pluie) pendant 20 minutes en récupérant la vapeur, laisser reposer 1/2 journée et pulvériser froid et pur (insecticide et fortifiant).